# بخش آدولفو آلسینا (ریو نگرو)
بخش آدولفو آلسینا (به اسپانیایی: Departamento Adolfo Alsina) یک منطقهٔ مسکونی در آرژانتین است که در استان ریو نگرو، آرژانتین واقع شده‌است.